# Gresso
Gresso è una frazione di 41 abitanti del comune svizzero di Onsernone, nel Canton Ticino (distretto di Locarno).

## Geografia fisica
Il piccolo villaggio si trova nella valle di Vergelletto, su uno scosceso pendio inciso dal torrente della Crosa e della valle di Quiello.

## Storia

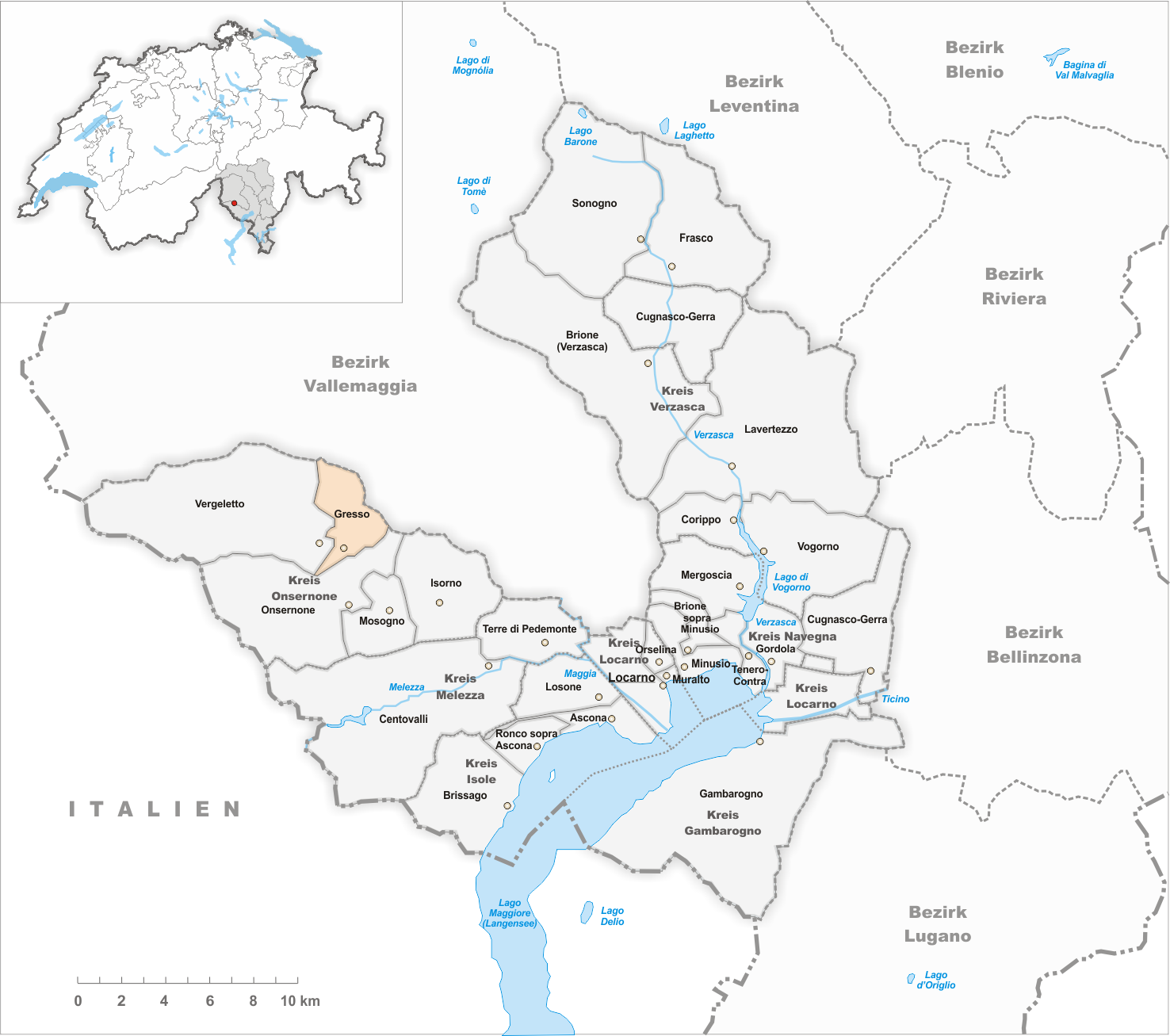
Il territorio del comune di Gresso prima degli accorpamenti comunali del 2016

Luogo di ritrovamento di tombe e monete di epoca romana, nel 1822 Gresso divenne un comune autonomo, istituito per scorporo dal comune di Vergeletto.
Nel 2016, il comune di Gresso è stato accorpato al comune di Onsernone assieme agli altri comuni soppressi di Isorno, Mosogno e Vergeletto. La fusione è stata decisa con votazione popolare il 23 settembre 2012, con 27 voti favorevoli e 6 contrari, ed è entrata in vigore il 10 aprile 2016 dopo la ratifica del Gran Consiglio.
Al momento dell'accorpamento, il comune di Gresso si estendeva per 11,1 km². 

## Monumenti e luoghi d'interesse
- Oratorio di Sant'Orsola, costruito nel 1703 con affresco del 1948[3][4][5];
- Casa di vacanza, costruita nel 1969-1971 degli architetti Franco e Paolo Moro[4][5];
- Case contadine tipiche con ballatoi di legno[4][5].

## Società

### Evoluzione demografica
L'evoluzione demografica è riportata nella seguente tabella:
Abitanti censiti

## Amministrazione
Ogni famiglia originaria del luogo fa parte del comune patriziale di Onsernone e ha la responsabilità della manutenzione di ogni bene ricadente all'interno dei confini della frazione.